# Borsuki (przystanek kolejowy)
Borsuki (biał. Барсукі, ros. Барсуки) – przystanek kolejowy w miejscowości Jałówka, w rejonie smolewickim, w obwodzie mińskim, na Białorusi. Leży na linii Moskwa - Mińsk - Brześć. Nazwa pochodzi od pobliskiej miejscowości Borsuki.